# Tatiana Kukanova
Tatiana Sergeevna Kukanova (Penza, c. 1945) é uma geóloga e campeã de xadrez russo-angolana que foi primeira-dama de Angola por um curto período de tempo.
Kukanova nasceu na cidade russa de Penza nas cercanias do ano de 1945. Estudou geologia no Instituto de Petróleo e Química de Bacu, onde também era reconhecida por ser uma famosa enxadrista, chegando a ser campeã feminina regional.
Conheceu a José Eduardo dos Santos nos circulos estudantis de Bacu, ainda na União Soviética, enquanto ele cursava engenharia. Casou-se com Dos Santos em Bacu em 1966. De seu relacionamento com Dos Santos, nasce Isabel dos Santos em 1973, a única filha do casal, herdeira dos negócios da família.
Viveu de 1974 a 1975 em Brazavile com a recém-nascida Isabel, mudando-se com seu marido para Luanda (1975), trabalhando com ele, por designação do governo angolano, em questões de diplomacia, mineração e petróleo. Em 1977 Tatiana passou a trabalhar como geóloga da Sonangol, emprego que manteve até meados de 1980.
Separou-se de Dos Santos em 1980, pouco depois que assumiu como Presidente de Angola.
Após a separação de Dos Santos foi viver no Reino Unido, tendo levado a filha Isabel consigo. Já adulta, Isabel retornou a Angola. Kukanova permaneceu no Reino Unido, passando a acumular as nacionalidades russa, angolana e britânica.